# The Merry Christmas Album
The Merry Christmas Album é o 62º álbum de estúdio do músico americano James Brown. O álbum foi lançado em 16 de novembro de 1999 pela Georgia Lina Records. Contém 11 canções relacionadas ao natal co-escritas com Derrick Monk que também produziu o álbum. Heather Phares, escrevendo para o AllMusic, sentiu que o álbum era divertido mas não um dos melhores de Brown. Na Austrália o álbum foi lançado com o nome de Funked Up Christmas.

## Recepção
Em uma crítica para o AllMusic, Heather Phares sentiu que o álbum seguiu o mesmo padrão de seus outros álbuns de Natal com seu usual funk e letras com conteúdo social; ela conclui que o álbum é divertido e festivo mas não entra para os melhores trabalhos de Brown.

## Faixas
| N.º | Título                               | Duração |  |
| 1.  | "Sleigh Ride"                        | 3:06    |  |
| 2.  | "Clean for Christmas"                | 3:15    |  |
| 3.  | "Spread Love"                        | 4:14    |  |
| 4.  | "Not Just Another Holiday"           | 3:27    |  |
| 5.  | "Mom & Dad"                          | 4:31    |  |
| 6.  | "Christmas Is for Everyone"          | 3:47    |  |
| 7.  | "God Gave Me This"                   | 6:20    |  |
| 8.  | "A Gift"                             | 3:51    |  |
| 9.  | "Reindeer on the Rooftop"            | 4:21    |  |
| 10. | "Funky Christmas Millennium"         | 4:04    |  |
| 11. | "Don't Forget the Poor at Christmas" | 4:21    |  |